# Philip Reeve
Philip Reeve (* 28. února 1966 Brighton) je anglický spisovatel a ilustrátor knih pro děti. Je znám především díky knižní sérii Smrtelné stroje (Mortal engines).

## Životopis
Narodil v Brightonu. Ilustrátorství vystudoval na Cambridgeshire college of Arts and technology a na Brightonské polytenice. Než se stal ilustrátorem pracoval několik let v knihkupectví. Během studií a několik let i po studiích psal a účinkoval v komediálních vystoupeních s různými herci v několika souborech (např. The Charles Atlas Sisters).
Společně s Brianem Mitchellem, napsal v roce 1998 dystopický muzikál The Ministry of Biscuits. Ilustroval mnoho populárně naučných knížek, často pro větší série jako Vražedná matematika (Murderous Maths), Děsivé dějiny (Horrible Histories) a Drazí zesnulí (Dead Famous). Napsal také knižní sérii pro děti Béďa Bouchač zasahuje (Buster Bayliss).
První knihou pro starší byla publikace Smrtelné stroje za niž získal cenu Nestlé Smarties Book Prize. Kniha Smrtelné stroje jsou první v sérii o dvou mladých dobrodruzích Tomovi a Hester, kteří žíjí ve světě pohyblivých měst kde neplatí žádné zákony. Za poslední knihu A Darkling Plain získal cenu denníku The Guardian za dětskou fantastiku. Knižní série byla v roce 2018 zfilmována ve snímku Smrtelné stroje.
V roce 2007 dostal Carnegie Medal za alternativní verzi legendy o Artušovi zpracovanou v knize Here Lies Arthur. Dále je autorem vesmírné steampunkové trilogie Artur Mumby. V roce 2013 společně s britsko-americkou spisovatelkou a ilustrátorkou Sarah McIntyre vytvořil knihu Olive and the Seawigs, která vyhrála cenu Literární asociace Spojeného království.
V současnosti žije v Dartmooru se svou manželkou Sarah a synem Samem.

## Dílo
Překlady Philipa Reevse v České republice vydalo několik nakladatelů. U několika sérií nebyly všechny díly přeloženy. Dílo je proto organizováno podle anglického originálu, český překlad je uveden jako druhý v pořadí.

### Smrtelné stroje
V originále Mortal Engines Quartet, u nás známé jako Kroniky hladového města.
- Mortal Engines (2001), česky Smrtelné stroje (2005) ISBN 80-204-1238-7
- Predator's Gold (2003), česky Pomsta jednooké letkyně (2006) ISBN 80-204-1354-5
- Infernal Devices (2005), česky Pekelné vynálezy (2009) ISBN 978-80-204-1925-5
- A Darkling Plain (2006), česky Potemnělá pláň (2020) ISBN 978-80-204-1924-8

### Béďa bouchač zasahuje
v originále Buster Baylis series
- Night of the Living Veg (2002), česky Noc oživlých brokol (2004) ISBN 80-00-01278-2
- The Big Freeze (2002)
- Day of the Hamster (2002), česky Den křečka (2004) ISBN 80-00-01432-7
- Custardfinger! (2003)

### Artur Mumby
v originále Larklight trilogy
- Larklight (2006), česky Tajemství prstenců Saturnu (2008) ISBN 978-80-204-1541-7
- Starcross (2007), česky Tajemství saténových klobouků (2009) ISBN 978-80-204-2036-7
- Mothstorm (2008)

### Goblini
v originále The Goblins
- Goblins (2012), česky Goblini (2014) ISBN 978-80-253-2277-2
- Goblins vs Dwarves (2013), česky Goblini vs Trpaslíci (2015) ISBN 978-80-253-2411-0
- Goblin Quest (2014), česky Goblini, do boje! (2015) ISBN 978-80-253-2609-1

### The Railhead Series
- Railhead (2015), česky Mezihvězdný expres (2016) ISBN 978-80-252-3664-2
- Black Light Express (2016)
- Station Zero (2018)

### Potrhlá dobrodružství
- Oliver and the Seawigs (2013), česky Zajatci parukových ostrovů (2014) ISBN 978-80-253-2276-5
- Cakes in Space (2014), česky Dortouni útočí (2015) ISBN 978-80-253-2395-3
- Pugs of the frozen North (2015), česky Mopslíci z ledového severu ISBN 978-80-253-2713-5
- Jinks & O'Hare Funfair Repair (2016)
- Pug-a-Doodle-Do! (2017)
- Roly-Poly Flying Pony: The Legend of Kevin (2018)

### Nezařazeno
- No Such Thing As Dragons (2009), česky Draci přece nejsou (2011) ISBN 978-80-204-2287-3

## Ilustrace
Philip Reeve ilustroval mimo jiné knihy v následujících sériích (podle SKC)

### Vražedná matematika
V originále Murderous Maths
- Čísla : klíč k vesmíru (2009) ISBN 978-80-252-1134-2
- Fantom X (2008) ISBN 978-80-252-1061-1
- Trigonometrie : ďábelský úhlostroj (2008) ISBN 978-80-252-1000-0
- Perfektní páreček a další vzorečky k nakousnutí (2008) ISBN 978-80-252-0940-0
- Kakuro a další ďábelské číselné rébusy (2006) ISBN 80-252-0535-5

### Drazí zesnulí
V originále Dead famous
- Alžběta I. a její dobyvatelské úspěchy (2009) ISBN 978-80-252-1143-4
- Oliver Cromwell a jeho bradavice (2009) ISBN 978-80-252-1211-0
- Albert Einstein a jeho nafukovací vesmír (2005) ISBN 80-252-0252-6
- Al Capone a jeho gang (2005) ISBN 80-252-0242-9
- Kleopatra a její kobra (2004) ISBN 80-252-0131-7
- Marie Stuartovna a její nemožní manželé (2004) ISBN 80-7186-959-7
- Jindřich VIII. a jeho popravčí špalek (2003) ISBN 80-7186-856-6
- Horatio Nelson a jeho vítězství (2008) ISBN 978-80-252-0953-0
- Isaac Newton a jeho jablko (2008) ISBN 978-80-252-0906-6
- Johanka z Arku a její pochodující šiky (2004) ISBN 80-252-0114-7
- Elvis a jeho pánev (2002) ISBN 80-7186-800-0

### Děsivé umění
- Vykutálené výtvarné umění (2006) ISBN 80-252-0424-3
- Kouzelné spodky (2008) ISBN 978-80-252-0921-9
- Šílená hudba (2004) ISBN 80-252-0012-4

### Děsivé dějiny
V originále Horrible histories
- Temní rytíři a ošumělé hrady (2004) ISBN 80-252-0129-5
- Raubířské revoluce (2004) ISBN 80-252-0006-X

### Děsivá věda
- Vrtkavé štěstí : tajemství pravděpodobnosti (2005) ISBN 80-252-0259-3
- Ještě vražednější matematika (2005) ISBN 80-252-0122-8